# Omolabus angulipennis
Omolabus angulipennis es una especie de coleóptero de la familia Attelabidae.

## Distribución geográfica
Habita en Costa Rica, El Salvador, Guatemala,  México, y Panamá.